# غوردون بروس
غوردون بروس (بالإنجليزية: Gordon Lindsay Bruce)‏ هو سياسي أسترالي، ولد في 9 مايو 1930، وتوفي في 9 يناير 1995. حزبياً، نشط في حزب العمال الأسترالي (فرع جنوب أستراليا) ‏. وقد انتخب President of the South Australian Legislative Council ‏ (13 أبريل 1989 – 11 ديسمبر 1993) وانتخب عضو مجلس جنوب أستراليا التشريعي وقد انضم خلال فترته النيابية (15 سبتمبر 1979 – 11 ديسمبر 1993) للكتلة البرلمانية حزب العمال الأسترالي (فرع جنوب أستراليا) ‏.